# Tusenfryd og grå hverdag
Tusenfryd og grå hverdag är norska vissångaren Finn Kalviks debutalbum, utgivet 1971 av skandinaviska skivbolaget NorDisc.

## Låtlista
1. "En tur rundt i byen" (Ralph McTell/Finn Kalvik) – 4:30
2. "Makten og æren" – 2:50
3. "Måken" (André Bjerke/Finn Kalvik) – 2:15
4. "Du er som vinden" ("Catch the Wind" – Donovan/Finn Kalvik) – 2:41
5. "Min onkel triller piller" (Inger Hagerup/Finn Kalvik) – 1:29
6. "Cecilie" – 2:03
7. "Takk for en deilig dag" – 2:15
8. "Som alltid før" – 2:10
9. "Eventyr" (Inger Hagerup/Finn Kalvik) – 1:37
10. "Den korsfestede sier" (Inger Hagerup/Finn Kalvik) – 3:28
11. "To tunger" (Inger Hagerup/Finn Kalvik) – 1:53
12. "Oliver møter stressmann" – 2:09
13. "Osean" ("The Ocean" – George Gordon Byron/André Bjerke/Finn Kalvik) – 2:58
14. "Berceuse (André Bjerke/Finn Kalvik) – 2:54

- Alla låtar skrivna av Finn Kalvik där inget annat anges.

## Medverkande
Musiker
- Finn Kalvik – sång, gitarr
- Nils Petter Nyrén – gitarr
- Lillebjørn Nilsen – ukulele, körsång
- Christian Reim – piano, cembalo
- Brynjar Hoff – oboe
- Lars Ørstavik – flöjt
- Arild Andersen – kontrabas
- Bjørn Holmvik – basgitarr
- Gunnar Aas — trummor
- Øyvind Ekorness – cello
- Sigurd Haugen – cembalo (på "Cecilie")
- Fred Nøddelund – orkesterarrangement
- Kringkastingsorkesteret – orkester
- Oslo-Filharmonien – orkester

Produktion
- Stein Robert Ludvigsen – musikproducent
- Egil Eide – ljudtekniker
- Harold Clark – ljudtekniker
- Bjørn Saastad – fotograf